# Anna Pohjanen
Anna Karin Severina Pohjanen, född 25 januari 1974 i Skellefteå, är en svensk före detta fotbollsspelare.
Pohjanen spelade som mittfältare i Sveriges landslag på 1990-talet och gjorde 51 landskamper. Hon började spela fotboll i Sunnanå SK, i Skellefteå, där hon spelade fram till 1997 då hon värvades till Älvsjö AIK. Med Älvsjö vann hon två SM-guld, 1998 och 1999 (hon gjorde det avgörande 3–1-målet i finalen mot Malmö FF 1999). Pohjanen har även spelat en OS-turnering i Atlanta 1996. Hon slutade med fotboll som 27-åring och arbetar idag bland annat med att vara behjälplig för en del spelare vid övergångar.
Under fotbolls-VM 2002 och 2006 anlitades Pohjanen som expert av Sveriges Television. Hon har även spelat in en skiva som släpptes 2001 med namnet Better Things to Do.
Dessutom fungerar Pohjanen som agent för Lotta Schelin.